# Chrysometopiops smithii
Chrysometopiops smithii är en tvåvingeart som beskrevs av Townsend 1916. Chrysometopiops smithii ingår i släktet Chrysometopiops och familjen parasitflugor. Inga underarter finns listade i Catalogue of Life.